# Mazindol
Mazindol – wielofunkcyjny organiczny związek chemiczny, zawierający skondensowany układ trójpierścieniowy ze szkieletem 2-imidazoliny oraz boczną grupę chlorofenylową. Stosowany jako silny środek hamujący łaknienie w terapii otyłości.

## Synteza
Mazindol otrzymać można w wieloetapowej reakcji, która zaczyna się od syntezy 2-fenylo-2-imidazoliny z etylenodiaminy i cyjanobenzenu w obecności kwasu p-toluenosulfonowego (p-TSA). Otrzymany półprodukt przeprowadza się w pochodną dwulitową działaniem n-butylolitu i poddaje się reakcji z p-chlorobenzoesanem metylu:
W podobny sposób otrzymać można szereg biologicznie aktywnych analogów mazindolu, różniących się wielkością pierścienia heterocyklicznego i podstawnikami.

## Zastosowanie
Mazindol wykazuje działanie anorektyczne (hamujące łaknienie), w 1969 roku wprowadzony do farmakoterapii otyłości. Jest najsilniejszym lekiem z tej grupy terapeutycznej. W Polsce zaliczany jest do substancji psychotropowych oraz ma status leku bardzo silnie działającego (Wykaz A).
Wywołuje wiele działań niepożądanych, w tym groźne dla życia silne skoki ciśnienia tętniczego. Niemal całkowicie wycofany z lecznictwa (stosowany jest już tylko wyjątkowo). Wycofanie leku z użycia jest uzasadnione wprowadzeniem nowszych, bezpieczniejszych preparatów stosowanych w farmakoterapii otyłości (np. sibutramina, orlistat, bromelina). W Polsce wycofany z lecznictwa, a na świecie używany obecnie tylko w Argentynie.

## Preparaty
W Polsce
- Mazindol tabl. 1 mg – produkowany do 2002 roku[4] przez Warszawskie Zakłady Farmaceutyczne Polfa, obecnie wyrejestrowany. Jednak samą substancję czynną (API) wytwarzano jeszcze do 2006 roku. W Polsce w latach 1997-2006 zsyntetyzowano ok. 25 kg mazindolu, który (poza potrzebami własnymi Polfy Warszawa) eksportowano do 16 krajów świata. Głównymi odbiorcami były Meksyk (53%) i Szwajcaria (28%)[5].

W innych krajach
- Fagolip Plus tabl. 2 mg (Laboratorios Cetus SRL, Argentyna)[6]

Jedyną możliwością sprowadzenia do Polski jest procedura importu docelowego.